# Chiknayakanhalli
Chiknayakanhalli là một thị xã của quận Tumkur thuộc bang Karnataka, Ấn Độ.

## Địa lý
Chiknayakanhalli có vị trí 13°25′B 76°37′Đ / 13,42°B 76,62°Đ Nó có độ cao trung bình là 804 mét (2637 feet).

## Nhân khẩu
Theo điều tra dân số năm 2001 của Ấn Độ, Chiknayakanhalli có dân số 22.360 người. Phái nam chiếm 50% tổng số dân và phái nữ chiếm 50%. Chiknayakanhalli có tỷ lệ 70% biết đọc biết viết, cao hơn tỷ lệ trung bình toàn quốc là 59,5%: tỷ lệ cho phái nam là 76%, và tỷ lệ cho phái nữ là 64%. Tại Chiknayakanhalli, 11% dân số nhỏ hơn 6 tuổi.